# Clavatula knudseni
Clavatula knudseni é uma espécie de gastrópode do gênero Clavatula, pertencente a família Clavatulidae.